# Stora Björkegöl (Lenhovda socken, Småland)
Stora Björkegöl är en sjö i Uppvidinge kommun i Småland och ingår i Ljungbyåns huvudavrinningsområde. Sjön har en area på 0,044 kvadratkilometer och ligger 232,7 meter över havet.

## Delavrinningsområde
Stora Björkegöl ingår i det delavrinningsområde (630535-149189) som SMHI kallar för Vid Q i Län punkt. Medelhöjden är 219 meter över havet och ytan är 47,47 kvadratkilometer. Det finns inga avrinningsområden uppströms utan avrinningsområdet är högsta punkten. Avrinningsområdets utflöde Ljungbyån mynnar i havet. Avrinningsområdet består mestadels av skog (81 %). Avrinningsområdet har 0,57 kvadratkilometer vattenytor vilket ger det en sjöprocent på 1,2 %. Bebyggelsen i området täcker en yta av 0,49 kvadratkilometer eller 1 % av avrinningsområdet.